# Christina Krook
Christina Krook, född 1742, död 1806, var en finländsk skolledare.
Christina Krook var dotter till landskamreraren i Åbo och Björneborgs län, Gustaf Krook (1704–1782), och Anna Christina Sund. Hon gifte sig aldrig. Hon växte upp på herrgården Järppilän, fram till att familjen år 1764 flyttade till Åbo. Hon var från följande år verksam som guvernant hos förmögna familjer, först i friherre Claes Lybeckers familj, sedan hos Nils Hasselboms. Från cirka 1774 var hon verksam som lärare i Åbo.
Ungefär från faderns död 1782 och framåt förestod Krook tillsammans med sin syster Lovisa Juliana en internatskola, en så kallad flickpension, i Åbo för döttrar till stadens och omlandets ståndspersoner. Skolan var en typisk så kallad mamsellskola eller franskpension, där herrskapsflickor fick lära sig konversationsfranska, pianospel, etikett, läsning, teckning, dans och handarbete. Lärarna bestod av henne och hennes syster. Det var möjligen den första skolan för flickor i Åbo och Finland, där föräldrar annars brukade sända sina döttrar till skolor i Sverige. Det var en framgångsrik skola, och den största skolan för flickor i Åbo och Finland. Det blev modell för de övriga flickskolor som började bildas i Åbo och därefter i resten av Finland vid denna tid, och följdes av madame Ahlbergs skola i Tavastehus omkring 1800, och Anna Salmbergs pension i Åbo, innan den statliga Svenska fruntimmersskolan i Åbo slutligen öppnades 1844.
Christina Krook avled i gikt.